# 硫磺泵
硫磺泵是化工流程泵的一种。常温下的硫磺是固态的，当硫磺加热到l35～155℃左右时，变成液态，容易输送。硫磺泵在化工制酸生产，运输过程中有非常重要的作用和意义。
一般硫磺泵主要的性能除了流量，扬程以外，耐腐蚀，耐高温，对泵的保温，密封，都有比较高的要求。一般选用容积式泵，螺杆泵，齿轮泵，磁力泵等。硫磺泵的动力部分常采用防爆电机。泵体常采用双层泵壳，内层为液态硫磺的流道，外层为保温夹套。